# 陈又良
陈又良，河南安阳人，清朝政治人物。
康熙三十六年（1697年）丁丑科進士。康熙四十一年（1703年）接替郑昆璋任娄县知县一职，1711年由刘翥接任。